# Айдин (еялет)
37°50′53″ пн. ш. 27°50′43″ сх. д. / 37.848055555556° пн. ш. 27.845277777778° сх. д.
Еялет Айдин або Еялет Ізмір (осман. ایالت آیدین) — адміністративно-територіальна одиниця Османської імперії. Існував у 1827—1864 роках. Утворився з частин еялету Анатолія (на теперішніх землях західної Туреччини).

## Історія
У XIII ст. тут утворився незалежний бейлік Айдин. В XV ст. він увійшов до складу Османської держави. У 1363 році як санджак став частиною Анатолійського бейлербейства (з 1591 року — еялету). Обіймав невеличку територію в межах стародавнього бейліка. Мав важливе політичне значення з огляду на історію формування Османської імперії. Часто тут керували шахзаде султанів. Водночас близькість до узбережжя Егейського моря сприяло розвитку торгівлі через егейські порти та острів Самос.
У 1811 році було заплановано реформувати еялет Анатолію, утворивши з нього 2 еялети, зокрема Айдинський еялет. Проте заколоти яничар завадили цьому. Ліквідація 1826 року яничарського корпусу, на якого спиралися консерватори, дало змогу султану Махмуду II розпочати реформи. У 1827 році створено еялет Айдин.
У 1841 році столицю еялету перенесено до Ізміра. У 1843 році знову повернуто до Айдина. У 1845 році з нього виокремлено санджак Сарухан, що став еялетом. У 1846 році вдруге перенесено до Ізміру. Водночас до еялету додано санджак Денізлі. У 1847 році — санджак Ментеше та повернуто Сарухан в статусі санджака. У 1864 році перетворено на вілайєт Айдин.

## Структура
Еялет складався з 5 санджаків (ліва): Айдин, Ізмір, Денізлі, Ментеше, Сарухан.